# Les Rebelles de la forêt (film)
Pour les articles homonymes, voir Les Rebelles de la forêt.
Série
Les Rebelles de la forêt 2
(2008)
Pour plus de détails, voir Fiche technique et Distribution.
Les Rebelles de la forêt (Open Season) est un film d'animation américain réalisé par Jill Culton, Roger Allers et Anthony Stacchi (en), sorti en 2006.
En dépit d'un accueil mitigé de la part de la critique et du public, il rencontre le succès au box-office engendrant 200 millions de dollars pour un budget de 85 millions.
Il fait l'objet de trois suites sorties directement en vidéo : Les Rebelles de la forêt 2 en 2008, Les Rebelles de la forêt 3 en 2010, et Les Rebelles de la forêt 4 en 2015.

## Synopsis
Boog, un grizzly domestiqué, vit heureux avec sa bienfaitrice dans le Nord américain et participe à des spectacles près d'une petite ville sympathique nommée Timberline, à côté d'une réserve. Alors que la saison de la chasse va commencer, Boog rencontre Elliot, un cerf avec un bois cassé, qui a la fâcheuse habitude de se mettre dans des situations compliquées, et qui essaye d’échapper à Shaw, un chasseur redoutable et très irrespectueux. Elliot met Boog dans le pétrin en saccageant un soir une boutique de la ville alors qu'il n'essayait que de s'amuser avec Boog. Il le fit une deuxième fois lors d'une des représentations de Boog qui allait justement commencer alors qu'il ne cherchait qu'à échapper à Shaw au même moment, et entrant dans les coulisses de la scène, le cerf tombe sur Boog , fâché envers lui depuis leur dernière rencontre. Derrière le rideau, Boog essaie d’attraper Elliot pour le jeter dehors, mais les spectateurs voient leurs ombres à travers le rideau et pensent à cause du jeu d'ombre assez trompeur que Boog est en train de tuer Elliot. Les deux sont anesthésiés et emmenés en forêt. Boog découvre alors la nature avec une grande peur due à sa séparation avec la civilisation, surtout en rencontrant les habitants de la forêt. Cependant, avec la saison de chasse qui débute et Shaw à leurs trousses bien décidé à éliminer les deux compères, Boog, Elliot ainsi que tous les habitants de la forêt doivent s'unir afin de sauver leurs vies.

## Fiche technique
Sauf indication contraire, les informations mentionnées dans cette section peuvent être confirmées par la base de données cinématographiques IMDb,  présente dans la section « Liens externes ».
- Titre original : Open Season
- Titre français : Les Rebelles de la forêt
- Réalisation : Jill Culton, Roger Allers et Anthony Stacchi (en)
- Scénario : Steve Bencich (en), Ron J. Friedman (en) et Nat Mauldin (en) d’après une histoire originale de Jill Culton et Anthony Stacchi (en)
- Direction artistique : Luc Desmarchelier, Carter Goodrich et Andy Harkness
- Décors : Michael Humphries
- Montage : Ken Solomon et Pam Ziegenhagen
- Musique : Ramin Djawadi
- Production : Michelle Murdocca
  - Production déléguée : John Carls et Steve Moore
  - Coproduction : Amy Jupiter
- Société de production : Sony Pictures Animation et Columbia Pictures
- Sociétés de distribution : Columbia Pictures et Sony Pictures Releasing (États-Unis) ; Gaumont Columbia TriStar Films (France)
- Budget : 85 000 000 $[1]
- Pays d'origine :  États-Unis
- Langue originale : anglais
- Format : couleur - 35 mm - 1,85:1 - son Dolby Digital / DTS / SDDS
- Genre : animation
- Durée : 86 minutes
- Dates de sortie :
  - États-Unis : 29 septembre 2006
  - France : 18 octobre 2006

## Distribution

### Voix originales
- Martin Lawrence : Boog (Grizzli)
- Ashton Kutcher : Elliot (Cerf hémione)
- Debra Messing : Beth (femme)
- Gary Sinise : Shaw (homme)
- Jane Krakowski : Giselle (Cerf hémione)
- Billy Connolly : McSquizzy (Écureuil gris)
- Jon Favreau : Reilly (Castor canadien)
- Patrick Warburton : Ian (Cerf hémione)
- Cody Cameron : M. Saucisse (Teckel)
- Danny Mann : Serge (Canard colvert)
- Georgia Engel : Bobbie

### Voix françaises
- Pascal Légitimus : Boog
- Julien Courbey : Elliot
- Boris Rehlinger : Shaw
- Véronique Alycia : Beth et Giselle
- Pierre Baton : Gordy
- Brigitte Virtudes : Maria
- Patricia Legrand : Rosie
- Lionel Tua : Ian
- Jérémy Prévost : Serge
- Lucie Dolène : Bobbie
- Bernard Métraux : M. Saucisse
- Michel Prud'homme : McSquizzy
- Pascal Casanova : Reilly
- Éric Métayer : O'Toole
- Caroline Maillard : la biche
- Marc Alfos et Jérôme Pauwels : les castors
  - Voix additionnelles : Stéphane Ronchewski, Guillaume Lebon, Fabien Jacquelin, Laurent Morteau

### Voix québécoises
- Thiéry Dubé : Boog
- Martin Watier : Elliot
- Gaston Lepage : Shaw
- Bernard Fortin : McSquizzy
- Violette Chauveau : Giselle
- Jacques Lavallée : Gordy
- Denis Mercier : Ian
- Joël Legendre : Serge
- Johanne Garneau : Maria
- Alain Sauvage : Reilly

Source : Doublage Québec.

## Production
La genèse des Rebelles de la forêt vient du dessinateur Steve Moore, connu pour ses comic strips nommés In the Bleachers (en). Par la suite, Moore et son partenaire et producteur délégué John Carls présentent l'histoire à Sony en juin 2002, où le film part immédiatement en développement. Le 29 février 2004, Sony Pictures Animation annonce le début de la production du film en images de synthèse de son premier film d'animation. Une fois l'écriture du scénario terminée, l'équipe de production a commencé à chercher les acteurs qui prêtent leurs voix aux personnages. Les réalisateurs se sont particulièrement intéressés à trouver deux acteurs principaux qui peuvent saisir le contraste entre Boog, l'ours grizzly et Elliot, un cerf hémione. Pendant le début des sessions de casting, le monteur Pam Ziegenhagen a jumelé les voix aux images de Boog et Elliot. Les réalisateurs ont alors écouté les essais sans savoir quel acteur y prêtait sa voix et ont découvert plus tard qu'ils avaient choisi Martin Lawrence et Ashton Kutcher pour les rôles principaux.
Afin de donner un aspect visuel unique au film, les artistes et animateurs ont passé environ un an à définir l'apparence des personnages et le niveau des détails. Pour les besoins du film, l'équipe de Sony Pictures Animation a développé un outil numérique nommé Shapers qui a permis aux animateurs de remodeler les modèles des personnages dans des poses, des silhouettes et des distorsions qui sont normalement typique de l'animation traditionnelle et dessinées à la main.
La chanson thème de la version japonaise s'appelle "Tookage" par Chemistry.

## Accueil

### Accueil critique
Sur le site Rotten Tomatoes, le film obtient un score de 48 % pour un total de 100 critiques et une note moyenne de 5,4/10. Sur Metacritic, le film obtient un score de 49 sur 100, sur la base de 18 critiques, indiquant des avis généralement mitigés.

### Box-office
Pour son premier jour d'exploitation aux États-Unis et au Canada, Open Season se place à la première place et rapporte 6 212 884 $ dans 3833 cinémas. Il reste à la première place avec 23,6 millions lors du premier week-end d'exploitation. Finalement, le film a rapporté 197 309 027 $ au box-office mondial, dont 85 105 259 $ en Amérique du Nord et 112 203 768 $ à l'international.
En France, le film a effectué 1 556 609 entrées dont 60 221 pour son premier jour et 320 230 pour sa première semaine d'exploitation dans 627 salles.

## Jeu vidéo
Un jeu vidéo, basé sur le film et édité par Ubisoft, est sorti le 18 septembre 2006 en Amérique du Nord sur Microsoft Windows, PlayStation 2, PlayStation Portable, Xbox, Xbox 360, Nintendo DS, GameCube et Game Boy Advance. Il est également sorti sur Wii le 19 novembre 2006 afin de célébrer le lancement de la console.